# رولاند روش
رولاند روش (بالفرنسية: Roland Roche)‏ هو متزحلق جبال الألب فرنسي، ولد في 12 ديسمبر 1952.

## وصلات خارجية
- رولاند روش على موقع الاتحاد الدولي للتزلج (التزلج على المنحدرات الثلجية) (الإنجليزية)
- رولاند روش على موقع أوليمبيديا (الإنجليزية)